# Thanasimosphaeria
Thanasimosphaeria is een geslacht van wantsen uit de familie van de Scutelleridae (Pantserwantsen). Het geslacht werd voor het eerst wetenschappelijk beschreven door Kirkaldy in 1909.